# Herdenkingsmunten van € 2 (2024)
Hieronder staat een lijst van herdenkingsmunten van twee euro die 2024 als slagjaar hebben.
| Afbeelding | Land         | Ter gelegenheid van | Oplage     | Datum uitgave     |
| --- | ------------ | --- | ---------- | ----------------- |
| | Frankrijk    | Hercules en het worstelen - Notre-Dame (vierde en laatste uit de 'Countdown naar de Olympische Zomerspelen van 2024 in Parijs'-serie)   | 510.000    | 9 januari 2024    |
| Omschrijving: Op dit ontwerp staat Hercules afgebeeld, een nationale figuur en een icoon in de Franse numismatiek, die een vorm van antiek worstelen beoefent met de Chimera van Notre-Dame. Dit verwijst naar de klassieke Olympische Spelen. Beide worstelaars worden afgebeeld voor de Notre Dame. Op de achtergrond staat een atletiekbaan met links het embleem van Parijs 2024. Het jaar van uitgifte, de vermelding "RF" voor de Franse Republiek en de munttekens staan vermeld op de atletiekbaan. Op de buitenste ring van de munt staan de twaalf sterren van de Europese vlag afgebeeld. |              | |            |                   |
| |              | |            |                   |
| | België       | Voorzitterschap Europese Unie | 2.130.000  | 15 januari 2024   |
| Omschrijving: Op de munt staat een zwerm vogels (zwaluwen) die de werking van de EU symboliseert. Zij bewegen zich voort als een groep, maar elk lid krijgt wel zijn eigen bewegingsvrijheid. Dit creëert een complexe en dynamische eenheid. De zwerm staat dus in de eerste plaats voor samenhorigheid. Tijdens de vlucht van de zwaluwen is er altijd één die de leiding neemt en de rest van de groep meetrekt. Dit is in de eerste helft van 2024 België. De 27 vogels symboliseren ook het totale aantal EU-lidstaten. De landcode “BE” bevindt zich rechtsboven tussen de vogels. Onder de zwerm vogels staat op de onderste vrije ruimte de beschrijving “BELGISCHE VOORZITTERSCHAP VAN DE RAAD VAN DE EU 2024”. Uiterst links staan de initialen van de ontwerpster, Iris Bruijns. Aangezien de Koninklijke Nederlandse Munt de munt zal slaan, bevindt zich uiterst links het muntteken van Utrecht, een mercuriusstaf. Daarboven staat het Belgische muntmeesterteken, een aster voor een erlenmeyer. Op de buitenste ring van de munt staan de twaalf sterren van de Europese vlag afgebeeld. |              | |            |                   |
| |              | |            |                   |
| | Luxemburg    | 175ste sterfdag van Groothertog Willem II (eenendertigste uit de 'Luxemburgse dynastie'-serie)                                          | 131.000    | 29 januari 2024   |
| Omschrijving: Het ontwerp toont links het standbeeld van groothertog Guillaume II op een paard en rechts de beeltenis van groothertog Henri die naar links kijkt. De teksten " GROUSSHERZOGE VU LÉTZEBUERG ” en "GUILLAUME II 1792-1849” staan linksboven in een boog. Om dit jubileum te vieren staan het jaartal “2024” en het cijfer “175” onder de beeltenis van groothertog Henri. Op de buitenste ring van de munt staan de twaalf sterren van de Europese vlag afgebeeld. |              | |            |                   |
| |              | |            |                   |
| | Luxemburg    | 100ste verjaardag van de introductie van frankmunten met de afbeelding van een staalarbeider                                            | 131.000    | 29 januari 2024   |
| Omschrijving: In het midden van het ontwerp staat het Luxemburgse muntje van 1924 waarop een handarbeider in de staalindustrie afgebeeld is. Deze afbeelding maakt deel uit van het cijfer “100” om de verjaardag van de eerste afgifte van de Luxemburgse frank die het langst circuleerde te vieren. De naam van het land van uitgifte LÉTZEBUERG en het jaar van uitgifte 2024 staan bovenaan. Onderaan staat het woord "FEIERSTËPPLER", de gangbare benaming voor deze munt. Het monogram (letter “H” met een kroon) staat voor de groothertog Henri. Op de buitenste ring van de munt staan de twaalf sterren van de Europese vlag afgebeeld. |              | |            |                   |
| |              | |            |                   |
| | Duitsland    | De Königsstuhl in het Nationaal Park Jasmund op het eiland Rügen, Mecklenburg-Voor-Pommeren (tweede uit de 'Bundesländer vervolgserie') | 30.306.800 | 30 januari 2024   |
| Omschrijving: Het ontwerp verbeeldt de Königsstuhl, een iconische formatie krijtrotsen en beukenbossen in het Nationaal Park Jasmund op het eiland Rügen. De kliffen zijn vanaf de kustlijn afgebeeld, wat de monumentaliteit van dit unieke natuurlijke herkenningspunt erg doeltreffend benadrukt. Door zee, vogel en mens te combineren ontstaat er diepte in het mooie, gedetailleerde beeld. Het moderne lettertype vormt één geheel met de vliegende zeemeeuw en is vakkundig in het reliëf geïntegreerd. De bovenste helft van de binnenste cirkel van de munt bevat het opschrift “MECKLENBURG VORPOMMERN”, het jaar van uitgifte, “2024”, de landcode van uitgifte van Duitsland, “D”, en, rechts bovenaan, de letter “X” als plaatsvervanger voor het muntmerk van de desbetreffende munt (“A”, “D”, “F”, “G” of “J”). De initialen van de kunstenaar, Michael Otto (uit Rodenbach in Duitsland), staan in de onderste helft van de binnenste cirkel. Op de buitenste ring van de munt staan de twaalf sterren van de Europese vlag afgebeeld. |              | |            |                   |
| |              | |            |                   |
| | Spanje       | 200ste verjaardag van de oprichting van de Nationale Politie (Cuerpo Nacional de Policía)                                               | 1.525.000  | 2 februari 2024   |
| Omschrijving: Het ontwerp toont het embleem van de nationale politie. Daaromheen staat het opschrift “ESPAÑA – POLICÍA NACIONAL 1824-2024”. In het deel rechts onderaan van het embleem staat het muntmerk “Eme Coronada”. Op de buitenste ring van de munt staan de twaalf sterren van de Europese vlag afgebeeld. |              | |            |                   |
| |              | |            |                   |
| | Spanje       | Kathedraal, Alcázar en het Archivo General de Indias in Sevilla (vijftiende uit de serie 'UNESCO Wereld Erfgoedlijst')                  | 1.521.300  | 2 februari 2024   |
| Omschrijving: Het ontwerp toont een beeld van de “Patio de las Doncellas” van het Alcázar van Sevilla. Bovenaan staat, in hoofdletters en gebogen, het opschrift “SEVILLA”, met eronder het muntmerk “Eme Coronada”. Onderaan staan het opschrift “ESPAÑA” (eveneens in hoofdletters en gebogen) en het jaar van uitgifte, “2024”. Op de buitenste ring van de munt staan de twaalf sterren van de Europese vlag afgebeeld. |              | |            |                   |
| |              | |            |                   |
| | Italië       | 250ste verjaardag van de oprichting van het korps Guardia di Finanza                                                                    | 3.000.000  | 12 maart 2024     |
| Omschrijving: In het midden van de munt wordt een gestileerde versie van het heraldische symbool van het legerkorps Guardia di Finanza afgebeeld. Het verbeeldt het concept van veiligheid en de toekomstvisie van het legerkorps die het verleden viert, door ook te kijken naar de komende jaren en de uitdagingen die het zal blijven aanpakken. Dit embleem bestaat uit verschillende elementen: een berg, de zee en de lucht. Dit is de natuurlijke omgeving waarin het korps actief is. Ook de griffioen wordt afgebeeld, een mythologisch dier dat volgens de legende schatten bewaakt, die hier worden voorgesteld als een schatkist, samen met een met torens versierde kroon. Bovenaan staat in een halve cirkel de inscriptie “GUARDIA DI FINANZA”. Onderaan staan “RI”, het acroniem van Italië en de datums “1774-2024”, het jaar van de oprichting van het korps van de Guardia di Finanza en het jaar van de afgifte van de munt. Rechts staat “R” voor het munthuis van Rome en “MB”, de initialen van de ontwerpster Marta Bonifacio. Op de buitenste ring van de munt staan de twaalf sterren van de Europese vlag afgebeeld. |              | |            |                   |
| |              | |            |                   |
| | Finland      | Verkiezingen als fundament van de democratie                                                                                            | 400.000    | 14 maart 2024     |
| Omschrijving: Het ontwerp geeft gestileerde stembiljetten weer. De stembiljetten bestaan uit cirkels en rechthoeken. Het onderwerp is abstract, maar nog steeds herkenbaar. Er zijn acht stembiljetten die elkaar gedeeltelijk overlappen, en in die overlappingen ontstaan weer andere, kleinere geometrische vormen. Onderaan staat het jaartal 2024. Het opschrift “FI” bevindt zich iets boven de middellijn aan de rechterkant. De tekst VAALIT ♦ DEMOKRATIA staat in een boog aan de rechterkant van de munt. De tekst VAL ♦ DEMOKRATI staat in een boog aan de linkerkant. Op de buitenste ring van de munt staan de twaalf sterren van de Europese vlag afgebeeld. |              | |            |                   |
| |              | |            |                   |
| | Duitsland    | 175-jarig jubileum van de Grondwet van de Pauluskerk                                                                                    | 30.210.000 | 21 maart 2024     |
| Omschrijving: Het ontwerp bestaat uit verschillende thematische lagen. Op de voorgrond staat een beeld van de Pauluskerk met de vertegenwoordigers van de nationale grondwetgevende vergadering die het gebouw binnengaan. Daarachter zijn de grondwet en een ganzenveer zichtbaar; die stellen het resultaat van de Nationale Vergadering van Frankfurt voor. Drie vrouwelijke allegorieën – Eenheid, Recht en Vrijheid – en de driekleur van zwart, rood en goud voltooien het ontwerp. Het levendige driedimensionale reliëf roept de tijdloosheid op van de democratische basisbeginselen die voor het eerst schriftelijk en als hoeksteen in de Grondwet voor het Duitse Rijk zijn neergelegd. Op de binnenste cirkel van de munt staat ook de vermelding “PAULSKIRCHENVERFASSUNG 1849” (“Grondwet voor het Duitse Rijk 1849”), met onderaan het jaar van uitgifte, “2024”, de landcode van uitgifte van Duitsland, “D”, het muntmerk van de desbetreffende munt (“A”, “D”, “F”, “G” of “J”) en de initialen van de kunstenaar, Bodo Broschat uit Berlijn. Op de buitenste ring van de munt staan de twaalf sterren van de Europese vlag afgebeeld. |              | |            |                   |
| |              | |            |                   |
| | Italië       | Rita Levi-Montalcini | 3.000.000  | 22 april 2024     |
| Omschrijving: Het ontwerp toont op de voorgrond het portret van Rita Levi-Montalcini in half profiel, dat is geïnspireerd op de foto’s van Manuela Fabbri. Op de achtergrond staat een microscoop die gebaseerd is op een medaille die ontworpen werd door de broer van deze gerenommeerde wetenschapper, Gino Levi-Montalcini. De onderkant van de microscoop is hoefijzervormig en verwijst naar haar succes als Nobelprijswinnaar voor geneeskunde van 1986. Onderaan staat “RITA LEVI-MONTALCINI” in een boog, links “RI” het acroniem voor Italië en “R” voor het munthuis van Rome, eronder “2024”, het jaar van afgifte, en rechts “SP”, de initialen van de ontwerpster Silvia Petrassi. Op de buitenste ring van de munt staan de twaalf sterren van de Europese vlag afgebeeld. |              | |            |                   |
| |              | |            |                   |
| | Portugal     | 50ste verjaardag van de revolutie van 25 april 1974                                                                                     | 515.000    | 22 april 2024     |
| Omschrijving: In het midden van het ontwerp staat een anjer, die de revolutie symboliseert en omringd is met meerdere excentrieke cirkels. Die suggereren dat het gedrag en de overtuigingen van mensen in de loop der jaren kunnen veranderen, maar in wezen trouw blijven aan de beginselen van de revolutie. Aan de rechterrand staat het vers “Esta é a madrugada que eu esperava” (Dit is de dageraad waar ik op wachtte) en de naam van de auteur, dichtster Sophia de Mello Breyner Andresen. Links van het nationale wapenschild staan de opschriften “Portugal” en “25 april 1974_2024” met daarachter de naam van de ontwerper en het muntteken “Casa da Moeda”, de naam van de Portugese Munt. Op de buitenste ring van de munt staan de twaalf sterren van de Europese vlag afgebeeld. |              | |            |                   |
| |              | |            |                   |
| | San Marino   | 50ste verjaardag van de Verklaring van burgerrechten en de fundamentele beginselen van de San Marinese rechtsorde                       | 59.000     | 23 april 2024     |
| Omschrijving: In het midden staat een afbeelding van een opengeslagen boek met het opschrift “I DIRITTI DELLA PERSONA UMANA SONO INVIOLABILI” (De rechten van de mens zijn onschendbaar), dat is overgenomen uit artikel 5 van wet nr. 59 van 8 juli 1974 (“Verklaring van de rechten van de burgers en de fundamentele beginselen van de San Marinese rechtsorde”). Bovenaan staan de silhouetten van het Vrijheidsbeeld en het Palazzo Pubblico, evenals de naam van het land van uitgifte “SAN MARINO”. Links staat de letter “R” voor het munthuis van Rome. Onderaan bevinden zich het jaar van uitgifte “2024” en de initialen van de graveerder Emanuele Ferretti (“E.F. INC.”). Op de buitenste ring van de munt staan de twaalf sterren van de Europese vlag afgebeeld. |              | |            |                   |
| |              | |            |                   |
| | België       | De strijd tegen kanker in België | 2.130.000  | 12 mei 2024       |
| Omschrijving: Het ontwerp bevat in het midden een lint, dat wordt gebruikt als universeel symbool om betrokkenheid te tonen bij de strijd tegen kanker. Het krullende lint strekt zich verder uit naar beide kanten, wat symbool staat voor de weergave van een hartslag op een monitor en zo een uitdrukking is van leven en vitaliteit. Bovenaan zijn drie lijnen zichtbaar die verwijzen naar een regenboog (een symbool voor hoop en troost). Op de onderste lijn zijn de landcode BE en het jaartal 2024 toegevoegd. Onderaan het stuk staan opschriften in het Frans en het Nederlands: “Lutte contre le cancer” – “Strijd tegen kanker”. De initialen van de ontwerpster Iris Bruijns bevinden zich links boven de opschriften. Aangezien de Koninklijke Nederlandse Munt de munt zal slaan, bevindt zich helemaal aan de onderkant het muntteken van Utrecht, een mercuriusstaf, naast het Belgische muntmeesterteken, een aster voor een erlenmeyer. Op de buitenste ring van de munt staan de twaalf sterren van de Europese vlag afgebeeld. |              | |            |                   |
| |              | |            |                   |
| | Estland      | De korenbloem, de nationale bloem van Estland                                                                                           | 1.000.000  | 21 mei 2024       |
| Omschrijving: Het ontwerp toont links bovenaan het silhouet van een korenbloem met de tekst “CENTAUREA CYANUS” (korenbloem in het Latijn) in een halve cirkel. Onderaan staat de naam van het land van uitgifte “EESTI” (“Estland”) met daaronder het jaar van uitgifte “2024”. Op de buitenste ring van de munt staan de twaalf sterren van de Europese vlag afgebeeld. |              | |            |                   |
| |              | |            |                   |
| | Frankrijk    | Olympische en Paralympische Spelen van 2024 in Parijs                                                                                   | 24.034.000 | 4 juni 2024       |
| Omschrijving: Het ontwerp geeft Frankrijk weer met iconische gebouwen: de Eiffeltoren en de Notre-Dame de la Garde-basiliek in Marseille worden samen afgebeeld. Op de achtergrond staat een Tiare-bloem symbool voor het eiland Tahiti, waar de surfwedstrijden zullen plaatsvinden. De Eiffeltoren is in beweging en belichaamt zo de waarden van sport. Zijn armen bestaan uit 73 klinknagels die de gastgemeenschappen vertegenwoordigen. Voor het eerst worden de Olympische en Paralympische symbolen samen afgebeeld om de Spelen voor iedereen te vieren. Op de atletiekbaan zijn het jaartal, de aanduiding van het land van uitgifte “RF” en de munttekens aangebracht. Op de buitenste ring van de munt staan de twaalf sterren van de Europese vlag afgebeeld. |              | |            |                   |
| |              | |            |                   |
| | Griekenland  | 150ste geboortedag van Penelope Delta                                                                                                   | 750.000    | 17 juni 2024      |
| Omschrijving: Het ontwerp bestaat uit een portret van Penelope Delta. Het portret wordt omringd door de woorden “ ΠΗΝΕΛΟΠΗ ΔΕΛΤΑ 1874-1941” (“PENELOPE DELTA 1874-1941”) en “ΕΛΛΗΝΙΚΗ ΔΗΜΟΚΡΑΤΙΑ” (“HELLEENSE REPUBLIEK”). Links staat een palmet (muntteken van de Griekse Munt) en rechts het jaar van uitgifte. Penelope Delta was een pionier van de Griekse kinderliteratuur. Generaties Griekse kinderen zijn opgegroeid met haar boeken, die nog steeds populair zijn. Op de buitenste ring van de munt staan de twaalf sterren van de Europese vlag afgebeeld. |              | |            |                   |
| |              | |            |                   |
| | Monaco       | 500ste verjaardag van de ondertekening van het verdrag van Burgos met keizer Karel V                                                    | 15.000     | 17 juni 2024      |
| Omschrijving: Het ontwerp geeft de beeltenis weer van keizer Karel V. Bovenaan staat de naam van het land van uitgifte “MONACO” in een halve cirkel. Onderaan staat het opschrift “1524 – TRAITÉ AVEC CHARLES QUINT (verdrag met keizer Karel V) – 2024”. Op de buitenste ring van de munt staan de twaalf sterren van de Europese vlag afgebeeld. |              | |            |                   |
| |              | |            |                   |
| | Griekenland  | 50ste verjaardag van het herstel van de democratie in Griekenland                                                                       | 750.000    | 17 juni 2024      |
| Omschrijving: Het ontwerp bestaat uit het Griekse parlementsgebouw, dat wordt omringd door de woorden “50 ΧΡΟΝΙΑ ΑΠΟ ΤΗ ΜΕΤΑΠΟΛΙΤΕΥΣΗ” (“50e VERJAARDAG VAN HET HERSTEL VAN DE DEMOCRATIE IN GRIEKENLAND”) en “ΕΛΛΗΝΙΚΗ ΔΗΜΟΚΡΑΤΙΑ” (“HELLEENSE REPUBLIEK”). Daaronder staat een palmet (muntteken van de Griekse Munt). De val van het kolonelsregime op 24 juli 1974 luidde het herstel van de democratie in Griekenland in, na een dictatuur van zeven jaar. Op de buitenste ring van de munt staan de twaalf sterren van de Europese vlag afgebeeld. |              | |            |                   |
| |              | |            |                   |
| | Kroatië      | Varaždin | 200.000    | 2 juli 2024       |
| Omschrijving: Het ontwerp toont het kasteel van Varaždin (12e - 16e eeuw). Varaždin werd voor het eerst vermeld in 1181. Nadat het zwaar werd getroffen door de invallen van de Mongolen in 1242, werd het omgebouwd tot een koninklijk fort, dat later bekend zou worden als de oude stad. Het voorkomen ervan is in de loop der eeuwen veranderd: eerst was het een sterke middeleeuwse burcht waaromheen met water gevulde slotgrachten lagen, daarna het belangrijkste fort en arsenaal van de Slavonische Militaire Grens en het militaire hoofdkwartier van Varaždin, en vervolgens een mooi Renaissancekasteel. Tegenwoordig is de oude stad het belangrijkste en meest indrukwekkende historische bouwwerk van de stad Varaždin en een monument in de hoogste categorie van het Kroatische architectonische erfgoed. Verder staan de naam van het land van uitgifte “HRVATSKA” (Kroatië), het jaar van uitgifte “2024” en de woorden “STARI GRAD VARAŽDIN” (de oude stad van Varaždin) in een boog aan de boven- en onderkant van het ontwerp. Op de buitenste ring van de munt staan de twaalf sterren van de Europese vlag afgebeeld. |              | |            |                   |
| |              | |            |                   |
| | Vaticaanstad | 750ste sterfdag van Thomas van Aquino                                                                                                   | 77.900     | 3 juli 2024       |
| Omschrijving: Op de voorgrond van het ontwerp staat de heilige Thomas van Aquino in het gewaad van de dominicanen, de orde waartoe hij behoorde. In zijn linkerhand houdt hij een boekdeel van zijn belangrijkste werk, de Summa Theologiae, en in de andere een pen. Op de borst van de heilige straalt een zon, als symbool voor zijn grote wijsheid. Hij heeft verschillende titels gekregen, waarvan de beroemdste “doctor angelicus” (engelachtige leraar) is, een verheerlijking van de uitzonderlijke zuiverheid van zijn ziel en lichaam. Deze titel staat ook onderaan de munt. Links op de achtergrond staat een lelie, een symbool van zuiverheid, en de kerk van de heilige Thomas in Roccasecca. Die kerk was het eerste religieuze gebouw ter wereld dat werd gebouwd ter ere van Sint-Thomas van Aquino, die op 18 juli 1323 heilig werd verklaard door paus Johannes XXII. Bovenaan staat het opschrift “CITTÀ DEL VATICANO”. Links staat het jaar “1274”, rechts het jaar “2024” en daaronder het muntteken “R” en de naam van de kunstenaar “A. CICCONI”. Op de buitenste ring van de munt staan de twaalf sterren van de Europese vlag afgebeeld. |              | |            |                   |
| |              | |            |                   |
| | Portugal     | Deelname van Portugal aan de XXXIII Olympische Zomerspelen van Parijs 2024                                                              | 520.000    | 4 juli 2024       |
| Omschrijving: Het ontwerp bestaat uit een reeks elementen die samen een hart vormen, wat een groepsknuffel moet voorstellen. Rond het hart bevinden zich 15 cirkels die symbool staan voor de Olympische ringen en de werelddelen die ze vertegenwoordigen. De punt van het hart wordt gevormd door het Portugese wapenschild. In het midden van de “knuffel” bevindt zich het logo van het Portugees Olympisch Comité, waarmee wordt gesuggereerd dat de harten van de Portugezen collectief zullen slaan voor het Portugese Olympische team tijdens de Olympische Spelen van 2024 in Parijs. Onder het hart staan het opschrift “Equipa Olímpica Portugal” en het jaartal “2024”, links het muntteken “Casa da Moeda” en rechts de naam van de ontwerper. Op de buitenste ring van de munt staan de twaalf sterren van de Europese vlag afgebeeld. |              | |            |                   |
| |              | |            |                   |
| | Malta        | De Maltese honingbij (eerste uit de 'Inheemse Soorten'-serie)                                                                           | 79.500     | 26 augustus 2024  |
| Omschrijving: Het ontwerp is gecreëerd door Maria Anna Frisone en toont de Maltese honingbij (Apis mellifera ruttneri), een van de endemische dier- en plantensoorten op de Maltese eilanden. Het ontwerp beeldt de bij af met een bloem en een honingraat op de achtergrond. De munt vergroot het bewustzijn rond een van de endemische soorten van Malta en geeft het werk van de bij weer, die bloemen bestuift en honing maakt. Aan de linkerkant staat het opschrift van het land van uitgifte, “MALTA”, en aan de rechterkant het jaar van uitgifte, “2024”. Op de buitenste ring van de munt staan de twaalf sterren van de Europese vlag afgebeeld. |              | |            |                   |
| |              | |            |                   |
| | Malta        | Ċittadella Gozo (eerste uit de 'Ommuurde Steden'-serie)                                                                                 | 89.500     | 26 augustus 2024  |
| Omschrijving: Het ontwerp is gecreëerd door Noel Galea Bason en toont de ommuurde stad die plaatselijk bekendstaat als “Iċ-Ċittadella” (de Cittadella) op het eiland Gozo, het op één na grootste eiland van de Maltese archipel. De huidige vestingwerken rond de “Ċittadella” werden gebouwd en uitgebreid door de Orde van Sint-Jan. Het ontwerp beeldt de stad af met haar versterkte muren. Linksonder staat het opschrift van het land van uitgifte, “MALTA”, en rechtsonder het jaar van uitgifte, “2024”. Bovenaan staat het opschrift “ĊITTADELLA” en daaronder het opschrift “GOZO”. Deze munt is onderdeel van een reeks die gewijd is aan Maltese ommuurde steden, zoals Mdina en Valletta, die intrinsiek deel uitmaken van het Maltese en Europese culturele erfgoed. Op de buitenste ring van de munt staan de twaalf sterren van de Europese vlag afgebeeld. |              | |            |                   |
| |              | |            |                   |
| | Finland      | Gesellius, Lindgren & Saarinen - Finse architectuur                                                                                     | 400.000    | 30 augustus 2024  |
| Omschrijving: Het ontwerp toont de silhouetten van vier gebouwen. De torens van de gebouwen zijn naar het midden van de munt gericht. De namen “GESELLIUS”, “LINDGREN”, “SAARINEN”, het land van uitgifte “FI”, het muntmerk en het jaartal “2024” staan diagonaal tussen de gebouwen. De tekst en de silhouetten van de gebouwen vormen een soort klok op het ronde oppervlak van de munt. Op de buitenste ring van de munt staan de twaalf sterren van de Europese vlag afgebeeld. |              | |            |                   |
| |              | |            |                   |
| | San Marino   | 530ste sterfdag van Domenico Ghirlandaio                                                                                                | 59.000     | 5 september 2024  |
| Omschrijving: In het midden staat de Maagd in gebed, een detail van het schilderij “Aanbidding der herders” van Domenico Ghirlandaio, dat in de Sassetti-kapel van Santa Trinità (Florence) hangt. Links staan het opschrift “SAN MARINO” en de letter “R”, het muntteken van de Munt van Rome, rechts het opschrift “GHIRLANDAIO” en de jaren “1494” en “2024” en onderaan de initialen van de kunstenaar, Valerio de Seta (“VdS”). Op de buitenste ring van de munt staan de twaalf sterren van de Europese vlag afgebeeld. |              | |            |                   |
| |              | |            |                   |
| | Slowakije    | 100-jarig bestaan van de Internationale Vredesmarathon van Košice                                                                       | 1.000.000  | 19 september 2024 |
| Omschrijving: Het ontwerp toont aan de linkerkant een marathonloper en aan de rechterkant een detail van de Sint-Elisabethkathedraal, een van de architecturale monumenten van Košice. Onderaan het ontwerp staat de naam van het land van uitgifte “SLOVENSKO” met daaronder het jaar waarin de marathon voor het eerst werd gehouden “1924” en het jaar van uitgifte van de munt “2024”. Langs de rand van de bovenste helft van het ontwerp loopt het opschrift “KOŠICKÝ MARATÓN”. Links onderaan staat het muntteken van de Munt van Kremnica (Mincovňa Kremnica), bestaande uit de letters “MK” tussen twee muntstempels. Rechts daarvan staan de gestileerde initialen “LR”, die verwijzen naar de ontwerper van de nationale zijde, Roman Lugár. Op de buitenste ring van de munt staan de twaalf sterren van de Europese vlag afgebeeld. |              | |            |                   |
| |              | |            |                   |
| | Litouwen     | Litouwse traditie van stromobielen (Sodai)                                                                                              | 500.000    | 25 september 2024 |
| Omschrijving: Het ontwerp toont een gestileerd stromobiel met geometrische vormen van verschillende grootten, waarvan de ene punt naar boven (naar de hemel) en de andere naar beneden (naar de grond) wijst. Op het ontwerp staan ook het opschrift “LIETUVA” (LITOUWEN), het jaar van uitgifte (2024) en het muntteken van de Litouwse Munt. Stromobielen zijn een Baltische culturele traditie met een decoratieve en ceremoniële betekenis, gelinkt aan welzijn en spiritualiteit. De nationale zijde van de munt is ontworpen door Tomas Dragūnas. Op de buitenste ring van de munt staan de twaalf sterren van de Europese vlag afgebeeld. |              | |            |                   |
| |              | |            |                   |
| | Kroatië      | 500ste sterfdag van Marko Marulić | 200.000    | 15 oktober 2024   |
| Omschrijving: Om stil te staan bij deze belangrijke mijlpaal heeft de regering van de Republiek Kroatië 2024 uitgeroepen tot het jaar van Marko Marulić. Het portret van de Kroatische schrijver Marko Marulić (1450-1524) staat centraal op de nationale zijde van de munt. Marko Marulić (Marul) werd in 1450 geboren in Split en was een vooraanstaande vertegenwoordiger van het Europese christelijke humanisme en renaissancistische epen. Zijn literaire werken, meestal in het Latijn geschreven, bestaan uit verzen en proza, met als literaire voorbeelden de Bijbel, de filosofie van de kerkvaders en de klassieke oudheid. Hij schreef het epos Judita, zijn magnum opus, in het Kroatisch. Het is het eerste artistieke epos in de Kroatische literatuur dat in het Kroatisch is geschreven en op de poëtica van Vergilius en de Bijbelse epen is gebaseerd. Marulić versmolt daarmee de Kroatische, Latijnse en Italiaanse literaire tradities en creëerde op die manier een meesterwerk dat typisch is voor de renaissance. Het werd voltooid in 1501 en twintig jaar later voor het eerst gepubliceerd. Op de munt staan ook de tweeletterige landcode “HR” (Kroatië), het jaar van uitgifte “2024.” en de naam “MARKO MARULIĆ”, in een cirkel langs de binnenrand van de munt. Op de buitenste ring van de munt staan de twaalf sterren van de Europese vlag afgebeeld. |              | |            |                   |
| |              | |            |                   |
| | Cyprus       | 20ste verjaardag van de toetreding tot de EU                                                                                            | 7.000      | 19 november 2024  |
| Omschrijving: Het ontwerp beeldt Cyprus af als een drijvende kracht achter creatie en ontwikkeling binnen de Europese omgeving, wat wordt gesymboliseerd door het gebouw van de Europese Commissie in Brussel. Ook de aardbol is afgebeeld, als symbool voor het geopolitieke belang van Cyprus en zijn bijdrage aan vrede en het welzijn van landen. Onderaan het ontwerp staan de naam van het land van uitgifte “ΚΥΠΡΟΣ - KIBRIS” en de jaartallen “2004-2024”. Daarnaast is in een cirkel rond het ontwerp de zin “20 ΧΡΌΝΙΑ ΑΠΌ ΤΗΝ ΈΝΤΑΞΗ ΤΗΣ ΚΎΠΡΟΥ ΣΤΗΝ ΕΥΡΩΠΑΪΚΉ ΈΝΩΣΗ” (d.w.z. de toetreding van Cyprus tot de Europese Unie is twintig jaar geleden) gegraveerd. Op de buitenste ring van de munt staan de twaalf sterren van de Europese vlag afgebeeld. |              | |            |                   |
| |              | |            |                   |
| | Letland      | Himmeli (Puzuris) | 413.000    | 21 november 2024  |
| Omschrijving: Een himmeli is een oude Letse kerstversiering. Het ontwerp toont de traditionele modulevorm van de versiering: een achtvlak dat bestaat uit twaalf onderling verbonden strohalmen, die de twaalf maanden van het jaar symboliseren. De himmeli behoort tot de oudste kerstversieringen en werd al gebruikt lang voordat de kerstboom zijn intrede deed. Links onderaan staat de naam van het land van uitgifte “LATVIJA”. Rechts onderaan staat het jaar van uitgifte “2024”. Op de buitenste ring van de munt staan de twaalf sterren van de Europese vlag afgebeeld. |              | |            |                   |
| |              | |            |                   |
| | Andorra      | 100 jaar wedstrijdskiën in Andorra | 60.000     | 9 december 2024   |
| Omschrijving:Het ontwerp van de munt herdenkt honderd jaar skiën in Andorra en toont de onderste helft van het silhouet van een skiër, samen met de naam van het land van uitgifte “ANDORRA” en het jaar van uitgifte “2024”. Op de buitenste ring van de munt staan de twaalf sterren van de Europese vlag afgebeeld. |              | |            |                   |
| |              | |            |                   |
| | Andorra      | UCI wereldkampioenschappen mountainbike 2024 in Andorra                                                                                 | 60.000     | 9 december 2024   |
| Omschrijving: Het ontwerp van de munt toont een mountainbiker die door een landschap rijdt dat de spectaculaire aard van deze sport laat zien, met het opschrift “CAMPIONATS DEL MÓN UCI DE BTT” (UCI wereldkampioenschap mountainbike 2024). De naam van het land van uitgifte “ANDORRA” en het jaar van uitgifte “2024” staan elk aan een zijde van de mountainbiker, alsof ze deel uitmaken van deze sportomgeving. Op de buitenste ring van de munt staan de twaalf sterren van de Europese vlag afgebeeld. |              | |            |                   |
| |              | |            |                   |
| | Slovenië     | 250-jarig bestaan van de Nationale en Universiteitsbibliotheek in Ljubljana                                                             | 1.000.000  | 18 december 2024  |
| Omschrijving: De munt toont de iets naar beneden geduwde deurklink van de nationale en universitaire bibliotheek, met daarboven Pegasus, de gevleugelde goddelijke hengst die door de architect Jože Plečnik werd gebruikt als symbolische gids die de bezoekers van de bibliotheek naar de wereld van kennis leidt. De deurklink vormt het eerste contact met het instituut en nodigt ons uit de wereld van kennis en inspiratie te betreden. Bovenaan staat in een halve cirkel de inscriptie “NARODNA IN UNIVERZITETNA KNJIŽNICA”. Onderaan staan de naam van het land van uitgifte “SLOVENIJA” en het jaar van uitgifte “2024”. Op de buitenste ring van de munt staan de twaalf sterren van de Europese vlag afgebeeld. |              | |            |                   |
| |              | |            |                   |
| | Vaticaanstad | 150ste geboortedag van Guglielmo Marconi                                                                                                | 82.900     | 24 juli 2025      |
| Omschrijving: Het ontwerp geeft in het midden het portret van Marconi weer, met rechts het portret van paus Pius XI en links dat van zijn opvolger Pius XII. Rechts bovenaan staat het opschrift “GUGLIELMO MARCONI” in een halve cirkel, met daaronder de jaartallen “1874” en “2024”. Onderaan staat het opschrift “CITTÀ DEL VATICANO”, gevolgd door de naam van de ontwerper “L. PANCOTTO” (Loredana Pancotto). Links staat het muntteken “R”. Op de buitenste ring van de munt staan de twaalf sterren van de Europese vlag afgebeeld. |              | |            |                   |